# 1998 WT23
1998 WT23 är en asteroid i huvudbältet som upptäcktes den 25 november 1998 av LINEAR i Socorro County, New Mexico.
Asteroiden har en diameter på ungefär 9 kilometer.